# Les Irréductibles font leur cirque
Les Irréductibles font leur cirque est le quatrième tome de la série de bande dessinée Idéfix et les Irréductibles de Yves Coulon, Simon Lecocq et Cédric Bacconnier (scénario) et de Philippe Fenech et David Etien (dessin), publié le 14 juin 2023.

## Autour de l'album
Cet album contient trois histoires : Les Irréductibles font leur cirque, Idéfix et la Soupe à la Romaine et Des Menhirs dans le ciel,,,.